# Antrocephalus burnsi
Antrocephalus burnsi är en stekelart som först beskrevs av Girault 1927.  Antrocephalus burnsi ingår i släktet Antrocephalus och familjen bredlårsteklar. Inga underarter finns listade i Catalogue of Life.